# Timissa
Timissa è un comune rurale del Mali facente parte del circondario di Tominian, nella regione di Ségou.